# USS Plymouth (PG-57)

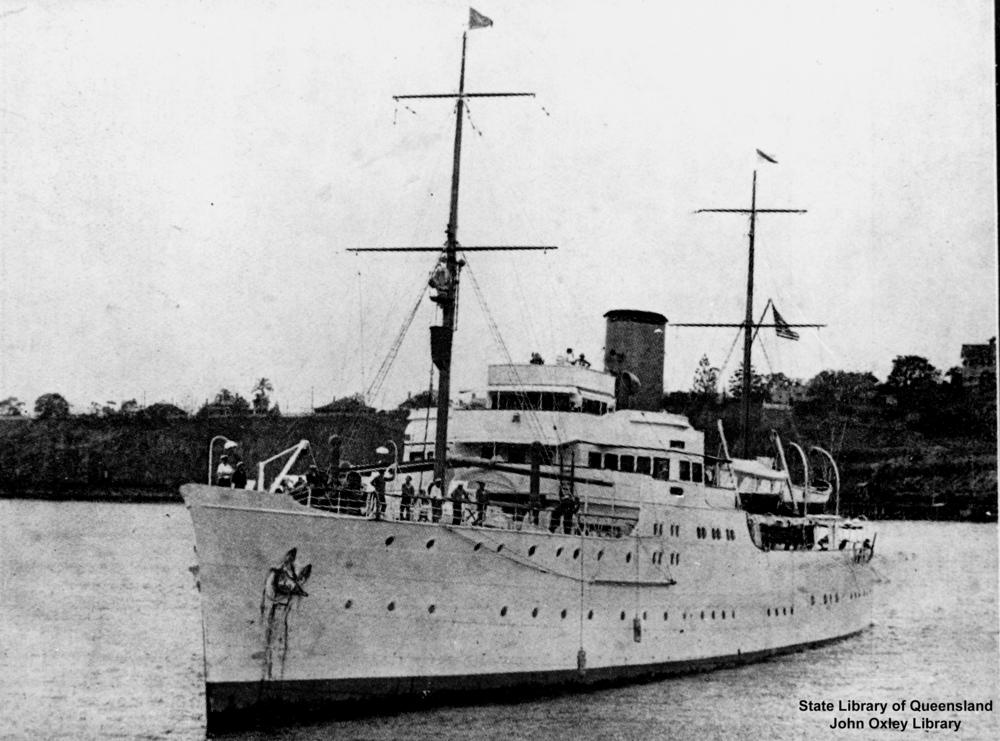
Le yacht Alva de Vanderbilt construit à Kiel en 1931, faisant ici escale l'année de son entrée en service à Brisbane, lors d'un tour du monde.

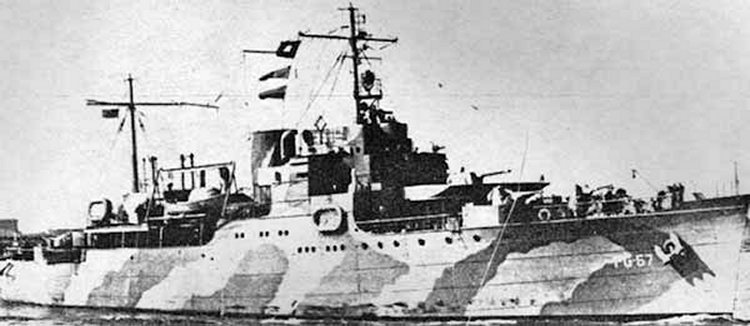
Le USS Plymouth en 1942.

L'USS Plymouth (PG-57) est une canonnière de patrouille, quatrième navire de la marine américaine à être nommé en l'honneur de Plymouth dans le Massachusetts, une ville fondée par les pèlerins en 1620 sur Plymouth Bay.

## Caractéristique
Ce navire mesure plus de 80 mètres et déplace à l’origine 1 500 tonnes. Après sa transformation en canonnière en 1942, il déplace 2 055 tonnes et à un équipage, lors de son naufrage, de 179 officiers et marins.

## Historique
Il est lancé à l’origine comme yacht par l'Arsenal Germania à Kiel en mars 1931 pour William Kissam Vanderbilt II qui le nomme Alva en l'honneur de sa mère Alva Belmont. Son port d'attache est Center Port (Long Island), appelé le Nid d'aigle (Eagle's Nest, qui abrite désormais le musée Vanderbilt), au sein du vaste ensemble Alva Base avec installations pour son yacht (l'Alva, construit à Kiel et long de plus de 80 mètres), un hangar à hydravions, des courts de tennis, des piscines et un parcours de golf de onze trous, le tout agencé par l'architecte Maurice Fatio (en).
Vanderbilt II cède l'Alva à la marine américaine le 4 novembre 1941 et il est placé commission réduite à Jacksonville le 29 décembre. Le 22 janvier 1942, le navire entre dans le chantier naval de Norfolk où il est reconditionné en navire de patrouille USS Plymouth (PG-57), armé d'un canon de 4 pouces et de quatre canons de 3 pouces. Le 20 avril, elle a été entièrement mise en service et affectée à l'escadron de patrouille côtière de la base navale de Norfolk.
Il est coulé par le sous-marin allemand U-566 le 5 août 1943 à 120 milles marins (220 km) au sud-est du Cap Henry (Virginie). 95 marins sont tués et 84 autres sont secourus.